# Giro d’Italia 1937
Der 25. Giro d’Italia fand vom 8. Mai bis 30. Mai 1937 statt.
Das Radrennen bestand aus 19 Etappen mit einer Gesamtlänge von 3.840 Kilometern. Von 93 Startern erreichten 48 das Ziel. Gino Bartali errang den Giro-Sieg vor Giovanni Valetti. Die Bergwertung gewann ebenfalls Gino Bartali vor Enrico Mollo. Die Mannschaftswertung gewann das Team Frejus.

## Gesamtwertung
1. Gino Bartali  Königreich Italien 122h 25' 40s
2. Giovanni Valetti  Königreich Italien 8' 18s zurück
3. Enrico Mollo  Königreich Italien 17' 38s zurück
4. Severino Canavesi  Königreich Italien 21' 38s zurück
5. Cesare Del Cancia  Königreich Italien 23' 18s zurück
6. Walter Generati  Königreich Italien 27' 28s zurück
7. Eduardo Molinar  Königreich Italien 30' 31s zurück
8. Bernardo Rogora  Königreich Italien 32' 7s zurück
9. Ambrogio Morelli  Königreich Italien 48' 22s zurück
10. Adriano Vignoli  Königreich Italien 55' 19s zurück

## Etappen
| Etappe | von / nach                       | km      | Sieger                               | Führender                            |
| ------ | -------------------------------- | ------- | ------------------------------------ | ------------------------------------ |
| 1.     | Mailand – Turin                  | 165     | Nello Troggi Königreich Italien      | Nello Troggi Königreich Italien      |
| 2.     | Turin – Acqui Terme              | 148     | Quirino Bernacchi Königreich Italien | Quirino Bernacchi Königreich Italien |
| 3.     | Acqui Terme – Genua              | 158     | Giovanni Valetti Königreich Italien  | Giovanni Valetti Königreich Italien  |
| 4.     | Genua – Viareggio                | 186     | Olimpio Bizzi Königreich Italien     | Giovanni Valetti Königreich Italien  |
| 5.a    | Viareggio – Marina di Massa      | 60 (ZF) | Legnano Königreich Italien           | Gino Bartali Königreich Italien      |
| 5.b    | Marina di Massa – Livorno        | 114     | Olimpio Bizzi Königreich Italien     | Giovanni Valetti Königreich Italien  |
| 6.     | Livorno – Arezzo                 | 190     | Giuseppe Olmo Königreich Italien     | Giovanni Valetti Königreich Italien  |
| 7.     | Arezzo – Rieti                   | 206     | Marco Cimatti Königreich Italien     | Giovanni Valetti Königreich Italien  |
| 8.a    | Rieti – Terminillo               | 20 (ZF) | Gino Bartali Königreich Italien      | Gino Bartali Königreich Italien      |
| 8.b    | Rieti – Rom                      | 152     | Raffaele Di Paco Königreich Italien  | Gino Bartali Königreich Italien      |
| 9.     | Rom – Neapel                     | 250     | Learco Guerra Königreich Italien     | Gino Bartali Königreich Italien      |
| 10.    | Neapel – Foggia                  | 166     | Gino Bartali Königreich Italien      | Gino Bartali Königreich Italien      |
| 11.a   | Foggia – San Severo              | 186     | Walter Generati Königreich Italien   | Gino Bartali Königreich Italien      |
| 11.b   | San Severo – Campobasso          | 105     | Cesare Del Cancia Königreich Italien | Gino Bartali Königreich Italien      |
| 12.    | Campobasso – Pescara             | 258     | Marco Cimatti Königreich Italien     | Gino Bartali Königreich Italien      |
| 13.    | Pescara – Ancona                 | 194     | Aldo Bini Königreich Italien         | Gino Bartali Königreich Italien      |
| 14.    | Ancona – Forli                   | 178     | Aldo Bini Königreich Italien         | Gino Bartali Königreich Italien      |
| 15.    | Forlì – Vittorio Veneto          | 266     | Glauco Servadei Königreich Italien   | Gino Bartali Königreich Italien      |
| 16.    | Vittorio Veneto – Meran (Merano) | 227     | Gino Bartali Königreich Italien      | Gino Bartali Königreich Italien      |
| 17.    | Meran – Gardone Riviera          | 190     | Gino Bartali Königreich Italien      | Gino Bartali Königreich Italien      |
| 18.    | Gardone – San Pellegrino         | 129     | Glauco Servadei Königreich Italien   | Gino Bartali Königreich Italien      |
| 19.a   | San Pellegrino – Como            | 151     | Marco Cimatti Königreich Italien     | Gino Bartali Königreich Italien      |
| 19.b   | Como – Mailand                   | 141     | Aldo Bini Königreich Italien         | Gino Bartali Königreich Italien      |

## Bergwertung
- Gino Bartali  Königreich Italien
- Enrico Mollo  Königreich Italien
- Luigi Barral  Königreich Italien